# Центральний округ (Ботсвана)
Центральний округ (англ. Central District, сетсв. Kgaolo ya Legare) — округ в Ботсвані. Адміністративний центр — місто Серове.

## Географія
На півночі розташований найбільший в країні солончак — Макгадікгаді, а також два дрібніших: Нтвенте і Сова, і озеро Цкау. Найбільші річки: Лімпопо, Шаше, Мотлоуце, Ната, Ботеті.
Сусідні області:
- Північно-Західний округ — на північному заході
- Південно-Східний округ; Південний Матабелеленд (Зімбабве) — на північному сході
- Кгатленг — на півдні
- Квененг — південному заході
- Лімпопо (ПАР) — південному сході
- Ганзі — на заході

## Населені пункти
Найбільші:
- Серове (англ. Serowe), 50000
- Палап'є (англ. Palapye), 30300
- Селебі-Пхікве (англ. Selebi-Phikwe), 49000
- Махалап'є (англ. Mahalapye), 42000
- Орапа (англ. Orapa), 10000
- Тутуме (англ. Tutume), 13000

Інші:
- Боролонг[it] (Borolong)
- Гвета[en] (Gweta)
- Маїтенгве[it] (Maitengwe)
- Матхангване[en] (Mathangwane)
- Ната[en] (Nata)
- Нканге[it] (Nkange)
- Чадібе[it] (Chadibe)

## Адміністративний поділ
Адміністративно округ ділиться на 8 субокругів:
- Бобононг
- Ботеті
- Махалепьє
- Орапа
- Селебі-Пхікве
- Серове/Палап'є
- Сова-Таун
- Тутуме

## Економіка
Гірничорудна промисловість — лідируюча галузь економіки Центрального округу. Найважливіші мінеральні ресурси: кам'яне вугілля, мідна, нікелева, кобальтова і золота руди, алмази. У східній частині провінції проходить залізниця з Франсістауна в Мочуді. В Селебі-Пхікве розташований аеропорт.